# Progetto Nizkor
Il Progetto Nizkor è un progetto web gestito da B'nai Brith Canada che si dedica a contrastare la negazione dell'Olocausto.

## Descrizione del progetto
Il sito è stato fondato da Ken McVay come archivio centrale basato sul web per il gran numero di documenti resi pubblici dagli utenti del newsgroup alt.revisionism e donati a B'nai Brith Canada nel 2010.
Il sito archivia anche i numerosi messaggi inviati al newsgroup fin dai primi anni '90. Non conserva ogni singolo post fatto al newsgroup; piuttosto, i manutentori del sito hanno selezionato vari messaggi da mostrare come informazioni fattuali sull'Olocausto o sugli autori dei messaggi stessi.
Oltre a fornire un ampio archivio di documenti riguardanti l'Olocausto, comprese le trascrizioni del 1º Tribunale di Norimberga, il Progetto Nizkor cerca anche di svelare le attività dei negazionisti dell'Olocausto. Sulla base dei messaggi inviati al newsgroup nel corso degli anni, ha compilato ampi scritti di autoproclamati revisionisti, tra cui David Irving, Ernst Zündel, Michael A. Hoffman II e altri. Tra le svariate informazioni c'è la registrazione di un messaggio di segreteria telefonica, fatto presumibilmente dal suprematista bianco Tom Metzger, che incoraggia vari individui ad agire contro "Zinkor su internet".
Nel 2009 il Centro Simon Wiesenthal si è congratulato con il Progetto Nizkor per aver avviato un'attività che ha permesso di perseguire tre criminali di guerra nazisti.

### Critiche
I siti web e i portavoce della negazione dell'Olocausto hanno messo in dubbio la neutralità di McVay e lo hanno attaccato personalmente. Il sito originale di Nizkor è stato accusato da sedicenti "revisionisti dell'Olocausto" e da siti neonazisti di essere finanziato da Israele e da altre fonti sioniste, ma McVay ha sempre negato queste accuse. Ha affermato che il progetto Nizkor è finanziato esclusivamente da donazioni pubbliche, nonché da lui personalmente. 
Alla fine degli anni '90 il Centro Simon Wiesenthal ha criticato il Progetto Nizkor per aver aumentato la visibilità dei gruppi di odio e dei negazionisti dell'Olocausto, seppur con l'intento di smascherarli. Questo dibattito tra i sostenitori della libertà di parola, come McVay, e coloro che favoriscono la soppressione della parola con le leggi sui crimini d'odio è continuato per tutta la fine degli anni '90, ma ora è stato in gran parte risolto con le due parti che si sono accordate sull'obiettivo comune di affrontare i negazionisti mantenendo privati i loro disaccordi su tattiche specifiche. 
Nel 1996 McVay si è pronunciato contro le leggi sui crimini d'odio su internet in Canada di fronte a un comitato del parlamento canadese, sostenendo che è meglio affrontare le false affermazioni dei negazionisti piuttosto che censurarle.

## Contenuti
Il progetto si compone di diverse componenti interconnesse:
- lo Shofar FTP Archive, una raccolta di decine di migliaia di file con documenti originali, rapporti e articoli che illustrano l'Olocausto. Contiene biografie dei principali nazionalsocialisti, descrizioni precise dei campi di lavoro e di sterminio nazisti, le loro posizioni e le organizzazioni naziste;
- documenti originali di e su Adolf Hitler forniti dall'Ufficio dei servizi strategici degli Stati Uniti;
- tutti i fascicoli pubblicati sul processo di Norimberga, resi man mano accessibili;
- l'archivio dei post, selezionati come rilevanti, del newsgroup alt.revisionism;
- tramite la pagina DejaNews vengono aggiunti ulteriori post attuali su Usenet;
- il progetto produce anche dispense specifiche per insegnanti ed educatori;
- anche i documenti audio sono sempre più numerosi, come i discorsi di Posen di Heinrich Himmler tenuti davanti agli ufficiali delle SS il 4 e 6 ottobre 1943;
- con le FAQ Nizkor fornisce informazioni su singoli argomenti, come il campo di Auschwitz-Birkenau e l'operazione Reinhard, nonché l'Institute for Historical Review (IHR), il rapporto Leuchter e altro sull'esistenza, la funzione e le dimensioni delle camere a gas per confutare punto per punto la tesi che siano un'invenzione.

Un riassunto delle argomentazioni dei negazionisti è disponibile su Deceit & Misrepresentation: The Techniques of Holocaust Denial.
Tutto il materiale può essere rapidamente visualizzato utilizzando un motore di ricerca interno. A differenza di altri progetti web con obiettivi simili, Nizkor fornisce collegamenti diretti a siti Web con contenuti, inclusi quelli criminali, razzisti, revisionisti storici ed estremisti di destra. L'obiettivo è consentire al pubblico di giudicare da sé queste fonti.